# Sensei
 Der er for få eller ingen kildehenvisninger i denne artikel, hvilket er et problem. Du kan hjælpe ved at angive troværdige kilder til de påstande, som fremføres i artiklen.

Sensei (先生 sensei) (bogstavligt "tidligere fødte") er en japansk titel og tiltaleform, der udtrykker respekt overfor lærere og øvrige personer med autoritet. Titlen anvendes inden for kampkunst/kampsport, men også inden for kunstneriske fag, kalligrafer, mangaka og øvrige udøvende kunstnere. 

## Kampsport og kampkunst
I japansk kampsport/kampkunst bruges Sensei korrekt efter instruktørens efternavn (fx Sørensen-sensei), eller oftest stående alene for hovedtræneren eller lederen af en dojo.

## Japanske titler
- Kyoshi
- Renshi
- Sempai
- Shihan
- Soke